# Lea (flod)
 For alternative betydninger, se Lea (flertydig). (Se også artikler, som begynder med Lea)
Lea eller Lee er en flod i England i Storbritannien som flyder mellem Leagrave Park i Leagrave i Luton og Themsen øst for London. Den er 68 km lang.

## Udmunding i det østlige London
Lea er en af Themsens tilløb fra nord. Lea udmunder lige øst for East End (dvs. Tower Hamlets øst for City of London) og lige vest for Newham.
51°54′37″N 0°27′40″V / 51.9103°N 0.4612°V